# Almonacid del Marquesado
Almonacid del Marquesado es un municipio y localidad española de la provincia de Cuenca, en la comunidad autónoma de Castilla-La Mancha. El término municipal tiene una población de 417 habitantes (INE 2024).

## Geografía

### Ubicación
Almonacid se encuentra en La Mancha Alta, a seis kilómetros de Puebla de Almenara y a siete de Villarejo de Fuentes y El Hito. Muy cerca están las ruinas romanas de Segóbriga, y a 11 km, por la CM-3009 (Saelices-San Clemente), está la carretera N-3 o A-3 Madrid-Valencia.
La altitud máxima de su término municipal es de 946 m y la mínima se sitúa en torno a los 790 m.

## Historia
Los vestigios de población en la zona de Almonacid se remontan a la época prehistórica, encontrándose en su término utillaje procedente de la Edad del Bronce, que se relacionan con los importantes yacimientos de la comarca cercana, como la Cueva del Fraile en Saelices.
Durante el dominio de Roma, Almonacid se encontró junto a la importante ciudad de Segóbriga, existiendo varios núcleos poblados de los que aún quedan restos cerámicos, además de una necrópolis bastante extensa de la que hoy no quedan apenas restos.
El nombre de Almonacid es de procedencia árabe y proviene del vocablo Al-Monaster, que significa "El Monasterio".
La zona fue reconquistada a finales del siglo XII, y Almonacid pasó a pertenecer a la Tierra de Alarcón. Posteriormente, en 1305, pasó a formar parte del Señorío de Villena, cuyo titular era Don Juan Manuel. Es por su pertenencia al Marquesado de Villena por lo que se añadió al nombre Almonacid, el apelativo "del marquesado" para diferenciarlo de otros lugares con idéntico topónimo.
A finales del siglo XV el municipio recibe el privilegio de villazgo. En la Edad Moderna perteneció a los condes de Cifuentes, y a partir del siglo XIX pasa a ser posesión de los condes de Santa Coloma. En el siglo XX Almonacid alcanza su máximo histórico de población durante la década de 1930, comenzando entonces un lento pero continuo declive que dura hasta hoy.
El Diccionario geográfico-estadístico-histórico de España y sus posesiones de Ultramar de Pascual Madoz, hace la siguiente descripción:
v. Con ayunt. En la prov., Adm. De rentas y diócesis de Cuenca (10 leg.), part. Jud. De Belmonte (5 1/2), aud. Terr. De Albacete (21), c.g. de Castilla la Nueva (Madrid 18): SIT. En la falda de un cerrito que se levanta por el N., donde la combaten con libertad los vientos: su clima es sano. Tiene 177 casas de mala construcción, y pocas comodidades, formando varias calles, algunas de las cuales se ponen intransitables en tiempo de lluvias. Hay casa consistorial, con cárcel y pósito; una escuela de instrucción primaria, iglesia parroquial, y una fuente de buena calidad para el surtido de los vecinos. Confina el término por el Norte con los de Castillejo y Villalva, por el E. Con los de Villarejo de Fuentes é Hito, por el S. Otra vez con el de Villarejo y por el O. Con el de Puebla de Almenara; en el se encuentran los despoblados denominados de San Clemente y de San Miguel; y le bañan dos arroyos, que en temporales de lluvias tienen salidas impetuosas. El terreno , aunque no de lo más fértil, es de buena calidad; se cultiva como la mitad y aún pudiera roturarse una pequeña parte de lo inculto.  Hay viñedo y olivar: Produccion: trigo, centeno, cebada, escaña, patatas, vino, aceite, legumbres y hortalizas abundantes, yerbas medicinales, canteras de pedernal y de jaspes de diferentes colores; también se sospecha haber minas de metales, pero no se han hecho catas ni se benefician: Población: 202 vecinos, 786 almas. Cap. Prod. 1569,540 rs. Imp. 78,477 rs. Contrib. 14,000rs. Importan los consumos 7,526rs. 13mrs. 

## Demografía
Almonacid del Marquesado cuenta con una población de 417 habitantes (INE 2024).
| Gráfica de evolución demográfica de Almonacid del Marquesado entre 1842 y 2021                                      |
| |
| Población de derecho según los censos de población del INE Población de hecho según los censos de población del INE |

## Administración
| Periodo   | Nombre                    | Partido |
| --------- | ------------------------- | ------- |
| 1979-1983 | Abilio Palmeiro Martínez  | AP      |
| 1983-1987 | Abilio Palmeiro Martínez  | AP      |
| 1987-1991 | Abilio Palmeiro Martínez  | AP      |
| 1991-1995 | Abilio Palmeiro Martínez  | PP      |
| 1995-1999 | César García Martínez     | PP      |
| 1999-2003 | César García Martínez     | PP      |
| 2003-2007 | Antonio Martínez Martínez | PSOE    |
| 2007-2011 | Álvaro Martínez Chana     | PSOE    |
| 2011-2015 | Álvaro Martínez Chana     | PSOE    |

## Fiestas
- Fiestas en honor a San Blas: La Endiablada, con los conocidos diablos, que llevan grandes cencerros colgados de la espalda y Virgen de la Candelaria, están declaradas de interés turístico nacional.
- Fiestas el último fin de semana de agosto: llamada Feria de Agosto, desde el jueves hasta el domingo (último de agosto).

Sacando en Procesión al Santísimo Cristo de los Milagros, con su color negro.